# TTL Listen 2
TTL Listen 2는 티아라와 초신성이 함께 발매한 두 번째 디지털 싱글이다. 이번 싱글은 티아라와 초신성 멤버 전원이 참여하였다.

## 개요
"TTL Listen 2"는 티아라와 초신성의 두 번째 프로젝트 싱글이다. 앞서 발매된 "TTL (Time To Love)"의 후속편 격인 노래로, 노래 가사와 랩, 편곡 등이 모두 바뀐 클럽 뮤직 스타일의 하우스풍 곡이다. 이 싱글은 티아라와 초신성의 멤버 전원이 활동하였다. "TTL Listen 2"는 당초 9월 13일 공개 예정이었으나, 4일 앞당겨 9월 9일 공개되었다. 티아라와 초신성은 10월 10일 드림콘서트에서 첫 무대를 가졌다.
"TTL Listen 2"는 티아라의 첫 정규 음반인 Absolute First Album의 12번 트랙과 리팩키지 음반 Breaking Heart의 14번 트랙에 수록되었고, 초신성의 미니 음반 Time To Shine의 6번 트랙에는 다비치의 이해리가 피처링한 "TTL Listen 2"가 실렸다.

## 트랙 리스트
| #  | 제목             | 작사         | 작곡           | 편곡   | 재생 시간 |
| -- | ---------------- | ------------ | -------------- | ------ | --------- |
| 1. | 〈TTL Listen 2〉 | 라이머, 상추 | 김도훈, 라이머 | 김기완 | 3:32      |

## 차트 성과
다음 표는 〈TTL Listen 2〉의 주요 음원사이트의 주간 차트 최고 순위이다.

| 음원사이트          | 기간                                | 최고순위 |
| ------------------- | ----------------------------------- | -------- |
| 멜론                | 2009년 10월 11일 ~ 2009년 10월 17일 | 12위     |
| 엠넷                | 2009년 10월 12일 ~ 2009년 10월 18일 | 4위      |
| 도시락              | 2009년 10월 12일 ~ 2009년 10월 18일 | 5위      |
| 벅스                | 2009년 10월 15일 ~ 2009년 10월 21일 | 6위      |
| 네이버 뮤직         | 2009년 10월 12일 ~ 2009년 10월 18일 | 4위      |
| KBS 뮤직뱅크 K-차트 | 2009년 10월 12일 ~ 2009년 10월 18일 | 15위     |